# Bulbostylis cioniana
Bulbostylis cioniana là một loài thực vật có hoa trong họ Cói. Loài này được (Pi.Savi) Lye mô tả khoa học đầu tiên năm 1971.